# Steeve Bourgeois
Steeve Bourgeois, né le 18 décembre 1977 à Colombes, est un ancien joueur français de basket-ball. Il mesure 1,82 m et évolue au poste de meneur. Il devient ensuite entraineur dans l'agglomération orléanaise.

## Biographie
Steeve Bourgeois commence le basket-ball en Guadeloupe et il arrive au centre de formation de l'ASA Sceaux en 1993. Après le dépôt de bilan du club un an après, Steeve Bourgeois et ses partenaires, alors cadets, se retrouvent à jouer en championnat NM3 (Nationale 2 actuelle), guidés par deux anciens joueurs de l'équipe professionnelle. Ils montent en NM2 (N1) à l'issue de la saison 1994-1995 et Bourgeois y fait des apparitions convaincantes.
L'année d'après, en 1996, il intègre le centre de formation du Havre, où il est un joueur majeur du championnat de france espoirs, et joue quelques minutes avec le groupe professionnel. Il est notamment invité au All-Star Game espoirs.
En 1997, il retourne dans son club formateur de Sceaux où il joue près de 30 minutes par matchs en Nationale 1. De 1998  à 2004, il rejoint la Pro B, et s'affirme au fur et à mesure comme un meneur solide de la division.
En 2004, il signe en Pro A à la JA Vichy, mais est arrêté dès le début de saison par une longue blessure. En 2006, Bourgeois décide de mettre un terme à sa carrière professionnelle pour préparer sa reconversion dans le club d'Ormes en Nationale 2. Il obtient son diplôme d'entraîneur. Victime d'une rupture des ligaments croisés en 2011, il met un terme à la compétition.

### Clubs successifs[3],[4]
- 1994 - 1996 :  ASA Sceaux (NM3) puis (NM2)
- 1996 - 1997 :  STB Le Havre (Pro B)
- 1997 - 1998 :  ASA Sceaux (NM1)
- 1998 - 1999 :  CO Beauvais (Pro B)
- 1999 - 2000 :  Rueil Pro Basket (Pro B)
- 2000 - 2002 :  AS Bondy (Pro B)
- 2002 - 2004 :  CO Beauvais (Pro B)
- 2004 - 2006 :  JA Vichy (Pro A) puis (Pro B)
- 2006 - 2011 :  ES Ormes (Nationale 2)

### Distinctions personnelles
- All star espoir en 1997
- Meilleur français à l'évaluation en Pro B en 2002 (17,8)[5]
- Meilleur joueur Nationale 2 (poule D) en 2007